# Bassel Khartabil
Bassel Khartabil (arab. ‏باسل خرطبيل‎), także Bassel Safadi (arab. ‏باسل صفدي‎) (ur. 22 maja 1981, zm. 2015) – palestyńsko-syryjski programista otwartego oprogramowania oraz aktywista działający na rzecz rozwoju społeczeństwa obywatelskiego. Od 15 marca 2012 roku więziony w Damaszku przez władze syryjskie. Aresztowanie Bassela Khartabila wywołało protest społeczności międzynarodowej, za bezprawne uznały je m.in. Amnesty International i Human Rights Watch.

## Życiorys
Khartabil urodził się i wychował w Syrii jako syn palestyńskiego pisarza i syryjskiej nauczycielki gry na pianinie. Był współzałożycielem oraz CTO firmy Aiki Lab oraz CTO Al-Aous, prywatnej firmy zajmującej się dokumentowaniem syryjskiego dziedzictwa historycznego, w tym dzieł sztuki i zabytków. Pracował też jako szef projektu Creative Commons Syria. Udzielał się także w projektach takich jak: Mozilla Firefox, Wikipedia, Openclipart i Fabricatorz. Jako dziennikarz obywatelski współtworzył także projekt Global Voices, społeczność blogerów i tłumaczy dostarczających informacji o wydarzeniach w swoich krajach i tłumaczących je na obce języki.
W początkach XXI wieku stał się członkiem nieformalnej grupy programistów i aktywistów wspierających rozwój społeczeństwa informacyjnego i obywatelskiego w Syrii. Jak uważa Billie Jeanne Brownlee badająca wpływ tzw. nowych mediów na przyczyny syryjskiej wojny domowej, to m.in. dzięki Khartabilowi społeczeństwo syryjskie dowiadywało się o aktach represji i nadużyciach ze strony rządu prezydenta Baszszara al-Asada, o których milczały oficjalne media. Charles Tannock i Ana Gomes, dwoje posłów do Parlamentu Europejskiego, określiło jego działania na rzecz rozwoju Internetu w Syrii jako ważne dla walki o wolność słowa w kraju, którego rząd już wcześniej stosował cenzurę tego medium.
W marcu 2013 otrzymał nagrodę Index on Censorship przyznawaną m.in. przez brytyjskich prawników działających na rzecz praw człowieka w ramach grupy Doughty Street Chambers oraz firmę Google. Wraz z nim nagrodę otrzymali także Malala Yousafzai, Kostas Vaxevanis i Zanele Muholi. W tym samym roku wpływowy amerykański dwumiesięcznik poświęcony sprawom międzynarodowym Foreign Policy umieścił Khartabila wraz z Rimą Dali na 19. miejscu listy stu najbardziej wpływowych myślicieli roku 2012 za, jak to określono w laudacji, „naciskanie, wbrew przeciwnościom, na pokojowe rozwiązanie konfliktu w Syrii”.

### Aresztowanie i uwięzienie

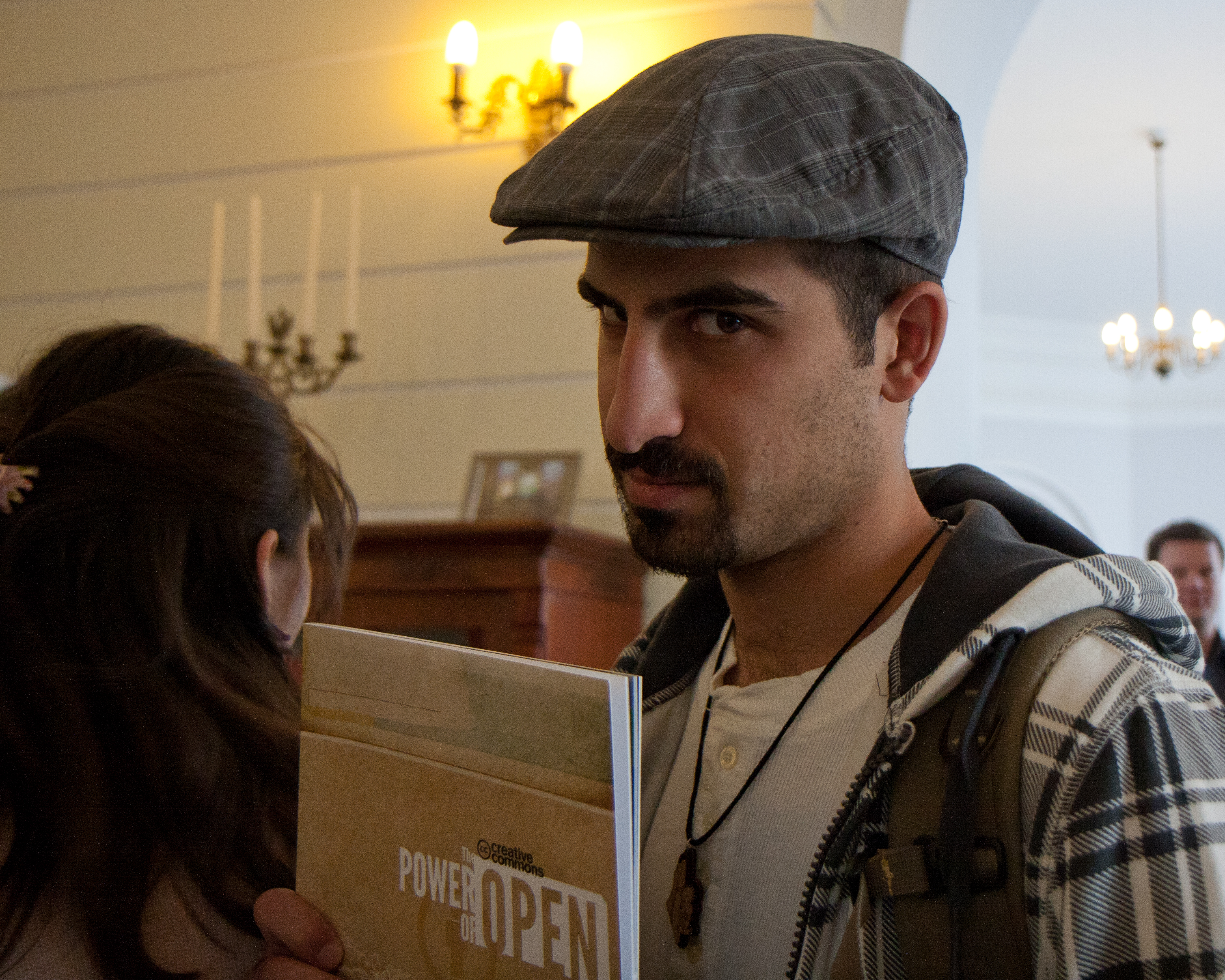
W 2011 Bassel Khartabil był jednym z gości warszawskiego Globalnego Szczytu Creative Commons

Bassel Khartabil został aresztowany przez syryjskie siły bezpieczeństwa w Damaszku 15 marca 2012, w rocznicę pokojowych protestów, które z czasem doprowadziły do wybuchu wojny domowej w Syrii. Początkowo przetrzymywany bez wyroku sądu i bez przedstawienia mu oficjalnego aktu oskarżenia w więzieniu Kafer Sousa, pozostawał bez kontaktu z prawnikami i rodziną. Na pierwszy kontakt z rodziną pozwolono mu, dopiero gdy w październiku 2012 został przeniesiony do więzienia Adra w Damaszku. Został oskarżony przez władze syryjskie o „narażenie na szwank bezpieczeństwa państwa”.
W początkach czerwca 2012 wieść o aresztowaniu Bassela Khartabila dotarła poza granice Syrii i wywołała protest społeczności międzynarodowej. W przeciągu kilku dni jego przyjaciele założyli stronę freebassel.org i rozpoczęli wysiłki na rzecz jego uwolnienia. Sprawą zainteresowały się m.in. telewizja Al-Dżazira oraz Electronic Frontier Foundation (EFF), informacje o sytuacji syryjskiego programisty zaczęły również pojawiać się w mediach społecznościowych opatrzone hasztagiem #freebasel. W ciągu kilku tygodni wiele osób, firm, grup i organizacji wystosowało do rządu Syrii listy z pytaniem o los Khartabila i żądaniem jego natychmiastowego uwolnienia, m.in. szef Mozilla Foundation Mitchell Baker, redaktorzy Wikipedii, społeczność Global Voices, Creative Commons i EFF. Wsparcie sprawie jego uwolnienia zadeklarowali także Larry Lessig, Jōichi Itō, oraz Catherine Casserly i Mohamed Nanabhay z fundacji Creative Commons.
W październiku 2012 Amnesty International dotarła do informacji, wedle których Bassel Khartabil miał być torturowany w syryjskim areszcie wojskowym.
Jego aresztowanie za bezprawne uznały m.in. Amnesty International i Human Rights Watch. Pod listem protestacyjnym wystosowanym przez tę ostatnią organizację do władz syryjskich w październiku 2015 podpisały się m.in. francuska organizacja Action des Chrétiens pour l'Abolition de la Torture (ACAT), Amnesty International, Electronic Frontier Foundation, Międzynarodowa Federacja na rzecz Praw Człowieka (FIDH), Pen International i Reporterzy bez Granic.

## Śmierć
We wrześniu 2017 roku, żona Khartabila oraz jego przyjaciele poinformowali, że widzieli kopię oficjalnych dokumentów potwierdzających, że został stracony zaraz po przeniesieniu do więzienia Adra w roku 2015.

## Uhonorowanie
W 2012 został umieszczony przez czasopismo Foreign Policy (razem z Rima Dali), na 19. miejscu listy Top 100 Global Thinkers za popieranie, pomimo wszystkich przeciwności, pokojowej rewolucji w Syrii.
21 Marca 2013 organizacja Index on Censorship przyznała mu nagrodę Digital Freedom Award (sponsorowaną przez Google).
Creative Commons ogłosiła fundusz Bassel Khartabil Memorial Fund, aby wspierać projekty, które współgrają z filozofią oraz ideałami, którymi się kierował w swoim życiu.
11 września 2017 roku, Mozilla Foundation ogłosiła powstanie stypendium Bassel Khartabil Free Culture Fellowship, zorganizowane przez Mozilla, Wikimedia, Creative Commons,  Fundację Jimmy'ego Walesa, #NEWPALMYRA oraz inne grupy. Jej celem jest wspieranie jednostek, które tworzą wolną kulturę, w szczególności w niesprzyjających okolicznościach.